# Черныж
Че́рныж (укр. Чо́рниж) — село в Колковской поселковой общине Луцкого района Волынской области Украины.
До 2020 года входило в Маневичский район.
Код КОАТУУ — 0723688201. Население по переписи 2001 года составляет 1630 человек. Почтовый индекс — 44680. Телефонный код — 3376. Занимает площадь 2,586 км².